# Biblioteca de cintas magnéticas de datos

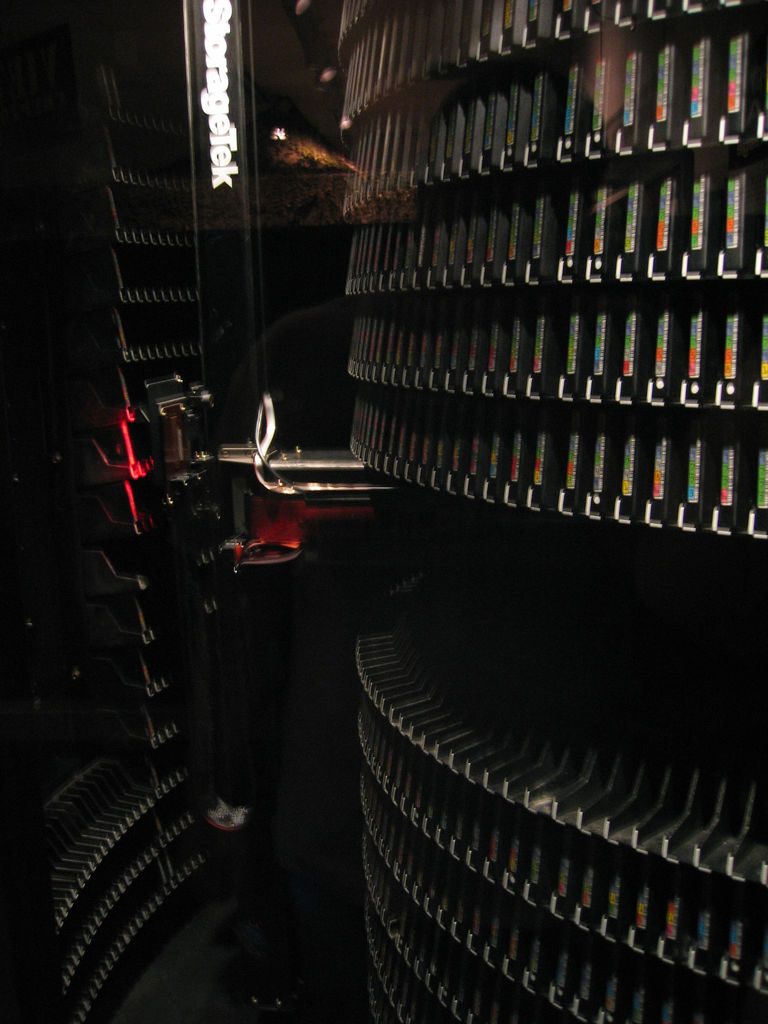
Biblioteca de cintas StorageTek Powderhorn, que muestra cartuchos de cinta con códigos de barras empaquetados en estantes en la parte delantera y un brazo robótico moviéndose en la parte posterior

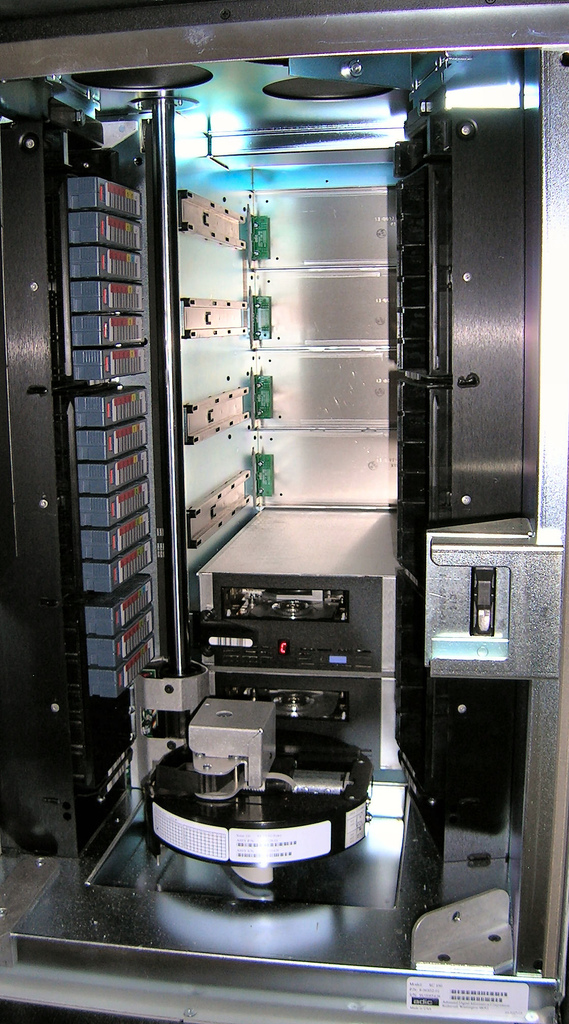
Pequeña biblioteca de cintas ADIC Scalar 100, que muestra un robot visible en la parte inferior con dos unidades de cinta IBM LTO2 detrás.

En almacenamiento informático, una biblioteca de cintas, a veces denominada silo de cintas, robot de cintas o ''jukebox'' de cintas, es un dispositivo de almacenamiento que contiene una o más unidades de cinta, varias ranuras para almacenar cartuchos de cinta, un lector de código de barras para identificar los cartuchos de cinta y un método automatizado (un robot) para cargar las cintas. También se denomina biblioteca de cintas el área donde se almacenan cintas que no se encuentran realmente en un silo. Las bibliotecas de cintas pueden contener millones de cintas.
Uno de los primeros ejemplos fue el IBM 3850 Mass Storage System (MSS), anunciado en 1974.

## Diseño
Estos dispositivos pueden almacenar inmensas cantidades de datos, desde 20 terabytes hasta 2,1 exabytes de datos partir de 2016. Tal capacidad es miles de veces mayor que la de un disco duro típico y muy por encima de lo que es capaz con el almacenamiento conectado a la red. Las soluciones de nivel de entrada típicas cuestan alrededor de $10 000 USD, mientras que las soluciones de gama alta pueden comenzar en tanto como $200.000 USD y cuestan mucho más de $1 millón para una biblioteca completamente expandida y configurada.
Para el almacenamiento de datos de gran tamaño, son una solución rentable, con un costo por gigabyte tan bajo como 2 centavos de dólar. La compensación por su mayor capacidad es su tiempo de acceso más lento, que generalmente implica la manipulación mecánica de las cintas. El acceso a los datos de una biblioteca tarda desde varios segundos hasta varios minutos.
Debido a su acceso secuencial lento y su gran capacidad, las bibliotecas de cintas se utilizan principalmente para copias de seguridad y como la etapa final del archivo digital a largo plazo. Una aplicación típica de este último sería el extenso registro de transacciones de una organización con fines legales o de auditoría. Otro ejemplo es la gestión de almacenamiento jerárquico (HSM), en la que la biblioteca de cintas se utiliza para almacenar archivos de sistemas de archivos que se utilizan con poca frecuencia.

## Soporte de software
Hay varios paquetes de administración de bibliotecas a gran escala disponibles comercialmente. El soporte de código abierto incluye AMANDA y el programa mtx mínimo.

## Etiquetas de código de barras
Las bibliotecas de cintas comúnmente tienen la capacidad de escanear ópticamente las etiquetas de código de barras que se adjuntan a cada cinta, lo que les permite mantener automáticamente un inventario de las cintas que se encuentran dentro de la biblioteca. Las etiquetas de código de barras preimpresas están disponibles comercialmente o se pueden generar etiquetas personalizadas mediante software. La etiqueta del código de barras es con frecuencia parte de la etiqueta de la cinta, información registrada al principio del medio para identificar de forma única la cinta.

## Cargadores automáticos

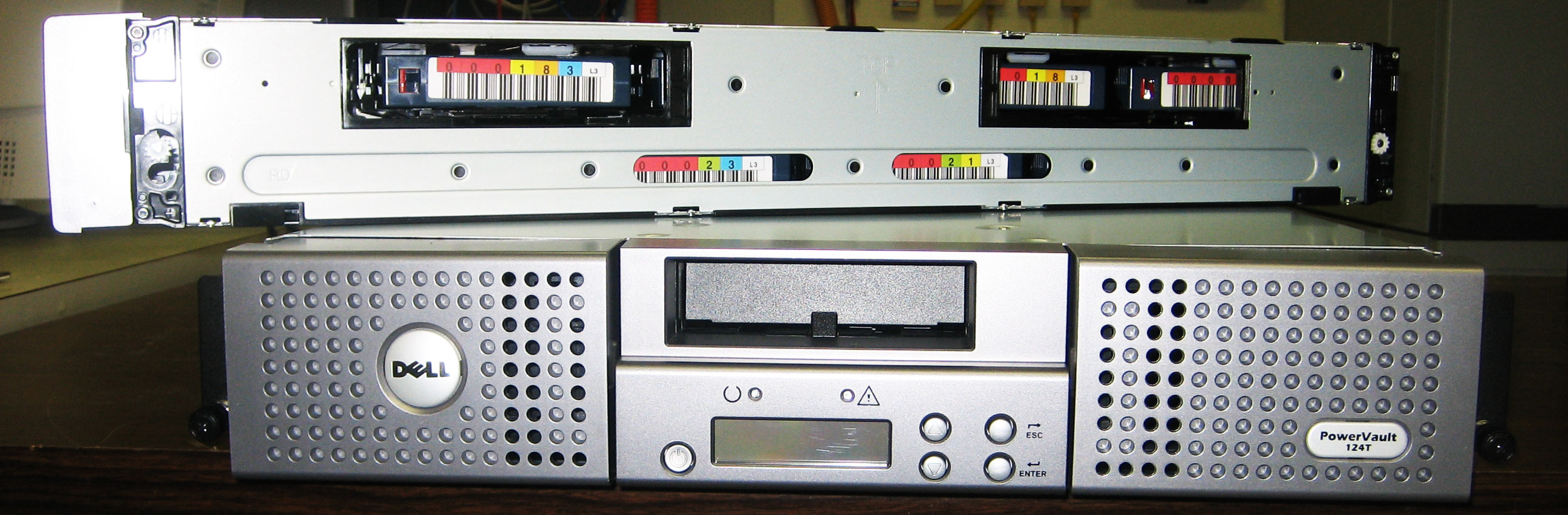
Cargador automático Dell PowerVault 124T

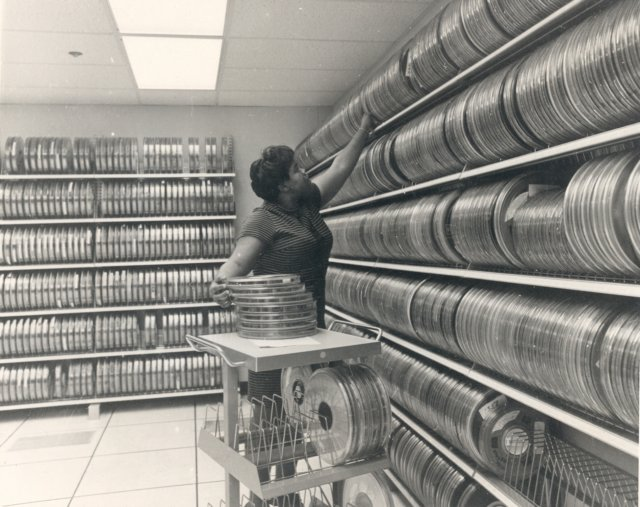
Una biblioteca manual de cintas magnéticas, común en las décadas de 1960 y 1970.

Las bibliotecas de cintas más pequeñas con una sola unidad se conocen como autocargadores. El término autocargador también se utiliza a veces como sinónimo de apilador, un dispositivo en el que los medios se cargan necesariamente de forma secuencial.
Otros tipos de cargadores automáticos pueden funcionar con discos ópticos (como discos compactos o DVD) o disquetes.[cita requerida] .